# Hilmar Wäckerle
Hilmar Wackerle (Forchheim, 10 luglio 1899 – presso Leopoli, 2 luglio 1941) è stato un militare tedesco.

## Servizio nella Prima guerra mondiale
Figlio di un notaio di Monaco di Baviera, Wackerle fu inviato alla scuola bavarese per ufficiali dell'esercito all'età di 14 anni, per proseguire la sua carriera prescelta.
Dopo aver completato i suoi tre anni come cadetto, nell'agosto 1917, fu assegnato al Primo Battaglione di fanteria bavarese e l'anno seguente era sul fronte occidentale con il grado di sergente. Gravemente ferito nel settembre 1918, non fu più in grado di tornare al fronte prima dell'armistizio, e di conseguenza, la sua possibilità di immatricolarsi e diventare ufficiale andò persa.

## Coinvolgimento politico
Impossibilitato nel continuare la sua carriera nell'esercito, Wackerle si iscrisse alla Technische Universität di Monaco di Baviera per studiare agricoltura. Come il suo compagno Heinrich Himmler, nel 1919, si unì ai Freikorps Oberland e divenne uno dei primi membri del partito nazista. Wackerle era presente al Putsch di Monaco, così come durante il tentativo di assassinio nel gennaio 1924 di Franz Josef Heinz, il primo ministro francese amministratore della Saar. Dopo la laurea all'età di 25 anni, Wackerle ridimensionò il suo coinvolgimento diretto nella politica nazista, per diventare manager di un ranch. Tuttavia riprese la sua attività nel partito nel 1925, dopo avere ricominciato a frequentarlo. In questo periodo aiutò anche Hitler nel progetto di sviluppo della politica agricola nazista. Poco tempo dopo, si iscrisse al Primo reggimento di volontari delle SS con sede a Kempten.

## Comandante a Dachau
Nel 1933 fu scelto da Himmler, suo vecchio amico, per diventare il primo comandante del neonato campo di concentramento di Dachau. Sotto gli ordini dello stesso Himmler, Wackerle, stabilì speciali misure di trattamento riservate ai prigionieri politici. In altre parole, istituì nel campo un regime di terrore. Tra le sue iniziative, era inclusa l'esecuzione di prigionieri per insubordinazione violenta ed istigazione alla disobbedienza. Lasciò il posto di comandante del lager pochi mesi dopo, in favore di Theodor Eicke.

## Servizio nelle Waffen-SS e morte
Wackerle fu uno dei primi membri delle unità che successivamente divennero la Waffen-SS e infine ebbe modo di essere un ufficiale di questo gruppo, che servì tra l'altro nei Paesi Bassi e nell'Unione Sovietica. Il suo servizio fu conseguito nel 5° SS Panzer Division Wiking, dove raggiunse il grado di Standartenführer.
Hilmar Wackerle, morì ucciso in guerra, nei pressi di Leopoli, nel 1941.
Dopo la sua morte, la vedova di Hilmar, Elfriede Wackerle, si legò a un uomo di nome Johann Herzog. Indignato da questo, Himmler inviò Herzog in un campo di concentramento dove gli fu negato ogni contatto con Elfriede Wackerle.
| Controllo di autorità | VIAF (EN) 50285219 · ISNI (EN) 0000 0000 4935 947X · LCCN (EN) n2009000159 · GND (DE) 128646314 |